# Edvige Carboni
Edvige Carboni OFS (ur. 2 maja 1880 w Pozzomaggiore, zm. 17 lutego 1952 w Rzymie) – włoska mistyczka, tercjarka franciszkańska, błogosławiona Kościoła katolickiego

## Życiorys
Edvige Carboni urodziła się na Sarydnii w nocy z 2 na 3 maja 1880. Rodzicami byli Giovanni Battista Carboni i Maria Domenica Pinna. Matka uczyła ją haftu. W 1886 rozpoczęła naukę w czteroklasowej szkole elementarnej. Jakiś czas spędziła w klasztorze sióstr świętego Wincentego w Alghero, gdzie zakonnice prowadziły kursy haftu. W 1891 przystąpiła do pierwszej komunii świętej. Pragnęła wstąpić do klasztoru, ale ze względu na chorobę matki poświęciła się wychowaniu młodszego rodzeństwa i opieką nad domem. Pomagała ojcu, zarabiając na życie haftowaniem. W 1910 zmarła matka i obowiązki prowadzenia domu spoczęły całkowicie na młodej Edvige. Wiodła proste życie, któremu towarzyszyły nadzwyczajne zjawiska mistyczne. Prowadziła dziennik duchowy. W 1925 została poddana procesowi kanonicznemu, w którym ustalono, iż Edvige doświadczała: bilokacji, ekstaz z unoszeniem się nad ziemią, ma objawienia świętych, przeżywa doświadczenia diabelskie, a wokół niej osoby postronne czują rozchodzące się piękne zapachy. Otrzymała też dar stygmatów. W 1929 wraz z ojcem została zmuszona sytuacją materialną do przeniesienia się do Lacjum. Rodzina mieszkała w różnych miejscowościach, by w 1938 ostatecznie zatrzymać się w Rzymie. Edvige opiekowała się chorymi i ubogimi. Doświadczyła ciężkiego czasu wojny. Po II wojnie światowej ofiarowała swoje życie, składając ślub, za upadek komunizmu ateistycznego w Rosji. Osobiście była znana świętym Pio z Pietrelciny oraz Alojzemu Orionemu. Zmarła w opinii świętości w Rzymie 17 lutego 1952. Została pochowana na cmentarzu w Albano Laziale.
W 1968 rozpoczęto proces beatyfikacyjny. 4 maja 2017 papież Franciszek promulgował dekret o jej heroiczności cnót; zaś 8 listopada 2018 podpisał dekret o jej cudzie. Jej beatyfikacja odbyła się 15 czerwca 2019. Beatyfikował ją papież Franciszek. Osobiście znała Ojca Pio i miała liczne dary mistyczne.